# Хозым
Хозым — река в России, протекает по Ханты-Мансийскому и Кондинскому районам Ханты-Мансийского АО. Устье реки находится в 139 км по правому берегу реки Ковенская. Длина реки составляет 22 км.
Берёт начало из безымянного озера на высоте 59,1 м над уровнем моря.
Система водного объекта: Ковенская → Обь → Карское море.

## Данные водного реестра
По данным государственного водного реестра России относится к Нижнеобскому бассейновому округу, водохозяйственный участок реки — Обь от впадения Иртыша до впадения реки Северная Сосьва, речной подбассейн реки — бассейны притока Оби от Иртыша до впадения Северной Сосьвы. Речной бассейн реки — (Нижняя) Обь от впадения Иртыша.
Код объекта в государственном водном реестре — 15020100112115300018736.